# Língua buglere
Buglere, também chamada Bugle, Murire, Muoy, é uma língua Chibchana do Panamá muito proximamente relacionada com a língua guaymí.

## Dialetos
Há dois dialetos, o Sabanero e o  Bokotá (Bogota), falado pelo povo do mesmo nome

## Escrita
A língua Buglere usa o alfabeto latino sem as letras F, H, Q, V, W, X, Y, Z. Usam-se as formas das 5 vogais seguidas de N e também Ll, Ñ, Ng, Ngw, Gw, Jw, Kw

## Amostra de texto
Kwian me no cha gerua ole ba gbe boi daga ngwale ba me mo ta dbadale kennga amadi, kwian ene age me no ba ulita ole skwlenre, e mi chege skwlenre diali, chui be chke gire kwian e agedu me no ulita ba ole be chke uñale nate kwian na ulitage - Mateus 10:26
Português
Portanto, não os temais: pois não há nada coberto que não seja revelado; e escondido, que não deve ser conhecido.

## ligações externas
- Buglere em Omniglot.com
- [https://www.ethnologue.com/18/language/sab/ Buglere em Ethnologog
- Buglere em Inil.Ucr
- em Buglere Studylb.es
- [https://www.sil.org/resources/archives/66648 Buglere em SIL